# Andinaugochlora joannisi
Andinaugochlora joannisi är en biart som först beskrevs av Joseph Vachal 1904.  Andinaugochlora joannisi ingår i släktet Andinaugochlora och familjen vägbin. Inga underarter finns listade i Catalogue of Life.